# 음력 6월 27일
음력 6월 27일은 음력 6월의 27번째 날이다.

## 사건
- 2011년 -
  - 2011년 7월 한국 중부 집중호우로 인해 서울특별시 서초구 우면산에서 산사태가 발생하여 인근 주민 16명이 사망.
  - 춘천 산사태 사건으로 인하여 인하대학교 발명 동아리 "아이디어 뱅크" 학생 10명이 사망.
- 2013년 - 경기도 연천군 서부전선 육군 최전방 GOP초소에서 수류탄폭발 사고로 1명이 죽고, 1명이 다치는 사고가 발생하였다.

## 문화
- 2000년 - 안산선 안산 ~ 오이도 구간 개통.
- 2012년 - 포항야구장 개장.
- 2013년 - LA 다저스의 류현진이 시카고 컵스와의 원정경기에서 선발 등판해 메이저 리그 첫 해에 10승을 달성하였다.
- 2016년 - 인천 도시철도 2호선 개통.

## 탄생
- 1955년 - 대한민국의 정치인 김순례.

## 사망
- 1600년 - 조선 14대 국왕 선조의 정비 의인왕후.

## 같이 보기
- 음력 360일: 1월 2월 3월 4월 5월 6월 7월 8월 9월 10월 11월 12월
- 전날:6월 26일 다음날:6월 28일 - 전달:5월 27일 다음달:7월 27일
- 양력:6월 27일
- 음력, 윤달